# می‌دانی؟ (ترانه پینگ پونگ)
«می‌دونی؟ (ترانه پینگ پونگ)» (به انگلیسی: Do You Know? (The Ping Pong Song)) تک‌آهنگی از هنرمند اهل اسپانیا انریکه ایگلسیاس است که در سال ۲۰۰۷ میلادی منتشر شد.
این تک‌آهنگ در چارت‌های، در رتبه اول و در چارت‌های، والونیا، دانمارک، سوئد، فرانسه، اتریش، فلاندرز، آلمان، ایرلند، سوئیس، جزو ده ترانه اول قرار گرفت.
یسیسا توسکانینی در این ویدئو بازی کرده‌است.